# Step House Trail
Le Step House Trail est un sentier de randonnée du comté de Montezuma, dans le Colorado, aux États-Unis. Protégé au sein du parc national de Mesa Verde, il permet d'atteindre la Step House depuis le kiosque d'information du National Park Service sur Wetherill Mesa.